# Noyales
Noyales är en kommun i departementet Aisne i regionen Hauts-de-France i norra Frankrike. Kommunen ligger  i kantonen Guise som ligger i arrondissementet Vervins. År 2022 hade Noyales 142 invånare.

## Befolkningsutveckling
Antalet invånare i kommunen Noyales
Referens: INSEE